# Samuli Samuelsson
Samuli Samuelsson (ur. 23 czerwca 1995 w Ikaalinen) – fiński lekkoatleta specjalizujący się w biegach sprinterskich.
W 2014 nie przebrnął przez eliminacje podczas mistrzostw świata juniorów w Eugene. Szósty zawodnik mistrzostw Europy do lat 23 w Tallinnie (2015). W 2016 zajmował dalekie miejsca podczas czempionatu Starego Kontynentu w Amsterdamie. Brązowy medalista młodzieżowych mistrzostw Europy z Bydgoszczy z 2017 w sztafecie 4 × 100 metrów oraz czwarty zawodnik w biegu na 100 metrów.
Złoty medalista mistrzostw Finlandii oraz reprezentant kraju w drużynowych mistrzostwach Europy oraz meczach międzypaństwowych.

## Osiągnięcia
| Rok  | Impreza                                 | Miejsce    | Konkurencja        | Lokata      | Wynik |
| ---- | --------------------------------------- | ---------- | ------------------ | ----------- | ----- |
| 2013 | Mistrzostwa Europy juniorów             | Rieti      | sztafeta 4 × 100 m | eliminacje  | 40,33 |
| 2014 | Mistrzostwa świata juniorów             | Eugene     | bieg na 100 m      | eliminacje  | 10,78 |
| 2014 | Mistrzostwa świata juniorów             | Eugene     | bieg na 200 m      | eliminacje  | 21,53 |
| 2015 | Superliga drużynowych mistrzostw Europy | Czeboksary | bieg na 100 m      | 10. miejsce | 10,85 |
| 2015 | Superliga drużynowych mistrzostw Europy | Czeboksary | bieg na 200 m      | 9. miejsce  | 21,08 |
| 2015 | Superliga drużynowych mistrzostw Europy | Czeboksary | sztafeta 4 × 100 m | 10. miejsce | 39,45 |
| 2015 | Młodzieżowe mistrzostwa Europy          | Tallinn    | bieg na 200 m      | 6. miejsce  | 20,90 |
| 2015 | Młodzieżowe mistrzostwa Europy          | Tallinn    | sztafeta 4 × 100 m | –           | DNF   |
| 2016 | Mistrzostwa Europy                      | Amsterdam  | bieg na 200 m      | eliminacje  | 21,36 |
| 2016 | Mistrzostwa Europy                      | Amsterdam  | sztafeta 4 × 100 m | eliminacje  | 39,68 |
| 2017 | I liga drużynowych mistrzostw Europy    | Vaasa      | bieg na 100 m      | 5. miejsce  | 10,59 |
| 2017 | I liga drużynowych mistrzostw Europy    | Vaasa      | sztafeta 4 × 100 m | 4. miejsce  | 40,06 |
| 2017 | Młodzieżowe mistrzostwa Europy          | Bydgoszcz  | bieg na 100 m      | 4. miejsce  | 10,36 |
| 2017 | Młodzieżowe mistrzostwa Europy          | Bydgoszcz  | bieg na 200 m      | –           | DQ    |
| 2017 | Młodzieżowe mistrzostwa Europy          | Bydgoszcz  | sztafeta 4 × 100 m | 3. miejsce  | 38,70 |
| 2021 | Halowe mistrzostwa Europy               | Toruń      | bieg na 60 m       | eliminacje  | 6,75  |
| 2022 | Mistrzostwa Europy                      | Monachium  | bieg na 100 m      | eliminacje  | 10,39 |
| 2022 | Mistrzostwa Europy                      | Monachium  | sztafeta 4 × 100 m | eliminacje  | 39,37 |
| 2023 | Halowe mistrzostwa Europy               | Stambuł    | bieg na 60 m       | eliminacje  | 6,75  |
| 2023 | I dywizja drużynowych mistrzostw Europy | Chorzów    | bieg na 100 m      | 7. miejsce  | 10,38 |
| 2023 | I dywizja drużynowych mistrzostw Europy | Chorzów    | sztafeta 4 × 100 m | –           | DQ    |
| 2024 | Halowe mistrzostwa świata               | Glasgow    | bieg na 60 m       | eliminacje  | 6,72  |
| 2024 | Mistrzostwa Europy                      | Rzym       | bieg na 100 m      | półfinał    | 10,59 |
| 2025 | I dywizja drużynowych mistrzostw Europy | Madryt     | bieg na 100 m      | 14. miejsce | 10,40 |
| 2025 | I dywizja drużynowych mistrzostw Europy | Madryt     | sztafeta 4 × 100 m | 10. miejsce | 39,24 |

## Rekordy życiowe
- bieg na 60 metrów (hala) – 6,64 (2022)
- bieg na 100 metrów (stadion) – 10,12 (2023)
- bieg na 200 metrów (stadion) – 20,73 (2017)
- bieg na 200 metrów (hala) – 21,25 (2022)